# 欧济耶勒
欧济耶勒（法語：Auzielle，法語發音：[ozjɛl]）是法国上加龙省的一个市镇，属于图卢兹区。

## 地理
欧济耶勒（43°32'30"N, 1°33'57"E）面积4.59 平方千米，位于法国奧克西塔尼大區上加龙省，该省份为法国西南部内陆省份，西南端与西班牙接壤，自此顺时针与上比利牛斯省、热尔省、塔恩-加龙省、塔恩省、奥德省和阿列日省接壤。
与欧济耶勒接壤的市镇（或旧市镇、城区）包括：洛泽尔维尔、埃斯卡尔康斯、奥达尔、圣富瓦代格尔弗耶、圣奥朗斯-德加姆维尔。

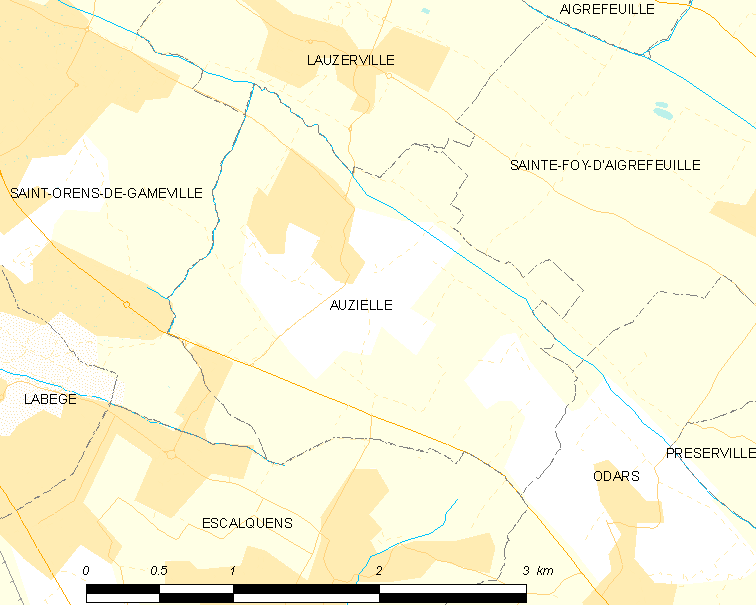
欧济耶勒的OSM定位图

欧济耶勒的时区为UTC+01:00、UTC+02:00（夏令时）。

## 行政
欧济耶勒的邮政编码为31650，INSEE市镇编码为31036。

## 政治
欧济耶勒所属的省级选区为卡斯塔内托洛桑县。

## 人口

1962-2008年间欧济耶勒人口变化图示

欧济耶勒于2022年1月1日时的人口数量为1621人。